# Großgöhren

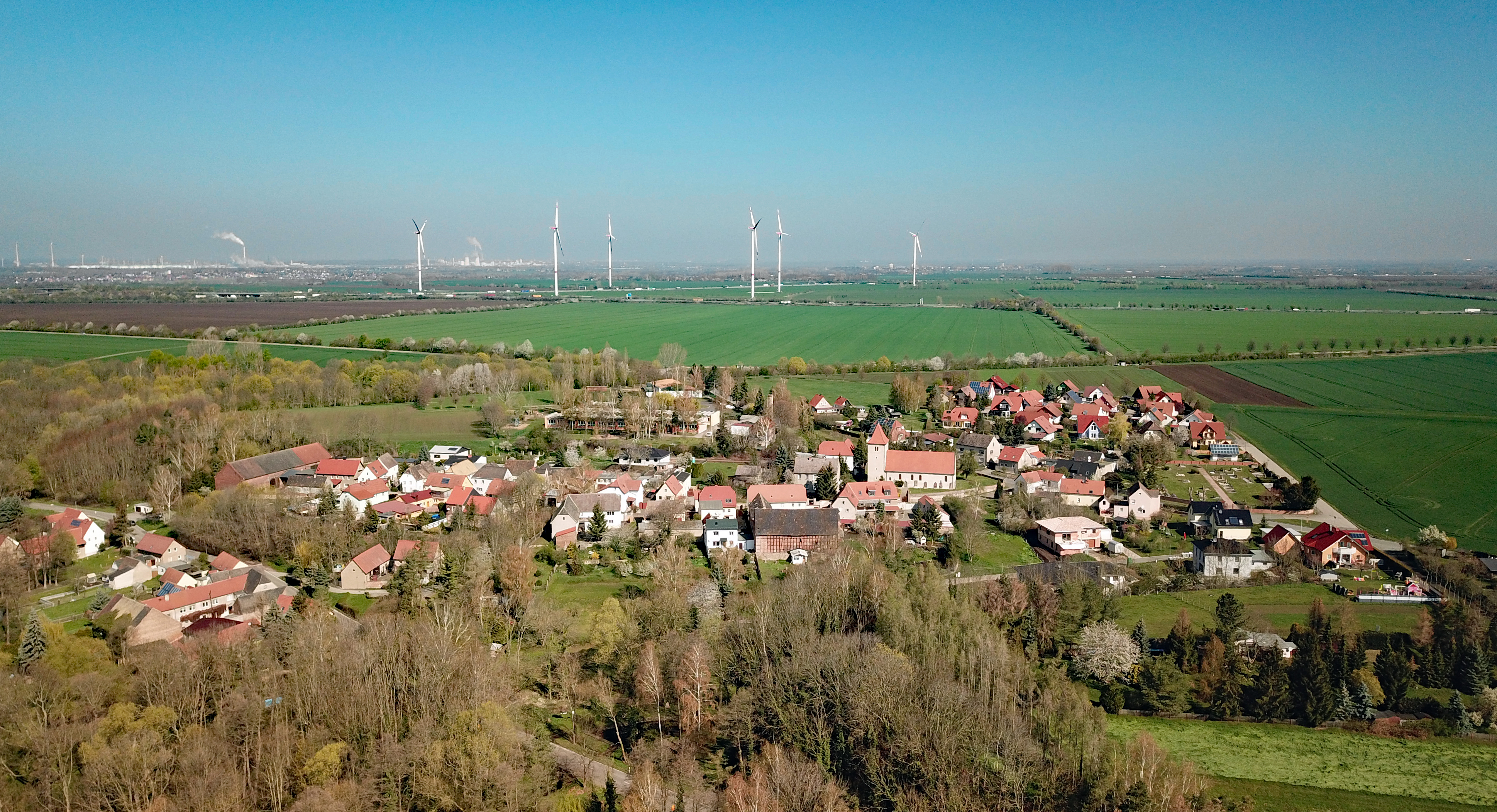
Luftbild von Großgöhren

Großgöhren ist eine zum Ortsteil Rippach  der Stadt Lützen im Burgenlandkreis in Sachsen-Anhalt gehörige Ortschaft.

## Geografie
Großgöhren liegt südwestlich von Lützen zwischen Leipzig und Weißenfels sowie zwischen den Tagebaugebieten von Zwenkau und Profen. Umgeben ist die Ortschaft von umfangreichen landwirtschaftlichen Nutzflächen. Unmittelbar südwestlich neben Großgöhren liegt Kleingöhren. Rippach liegt hingegen nordwestlich des Ortes.
Nördlich von Großgöhren führt die A 38 vorbei, die sich am Kreuz Rippachtal mit der A 9 kreuzt.

## Geschichte
Die Schenken von Vargula hatten in Großgöhren einen ihrer Herrschaftssitze.
Großgöhren gehörte bis 1815 zum hochstift-merseburgischen Amt Lützen unter kursächsischer Oberhoheit. Durch die Beschlüsse des Wiener Kongresses kam der Ort mit dem Westteil des Amts Lützen zum Königreich Preußen und wurde 1816 dem Kreis Merseburg im Regierungsbezirk Merseburg der Provinz Sachsen zugeteilt.
Im Jahre 1841 gab es in Großgöhren 24 Häuser mit 115 Einwohnern.
Am 1. Juli 1950 schlossen sich Rippach, Groß-, Kleingöhren und Pörsten zur Gemeinde Rippach zusammen. Bei der zweiten Kreisreform in der DDR kam der Ort am 25. Juli 1952 zum Kreis Weißenfels im Bezirk Halle, der 1994 zum vergrößerten Landkreis Weißenfels und 2007 zum Burgenlandkreis kam.
Am 1. Januar 2010 schlossen sich die bis dahin selbstständigen Gemeinden Rippach, Muschwitz, Poserna, Großgörschen und Starsiedel mit der Stadt Lützen zur neuen Stadt Lützen zusammen.

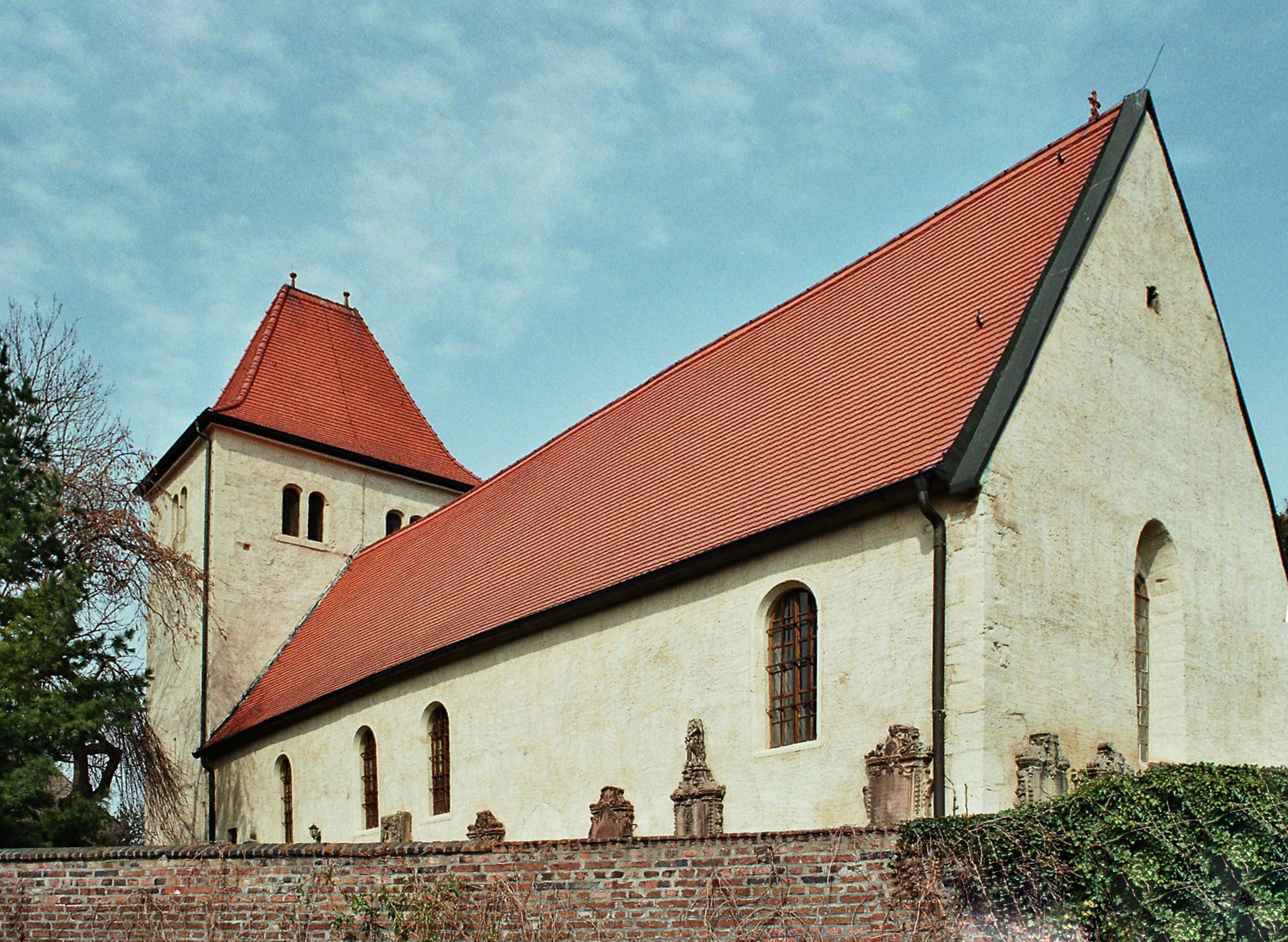
Evangelische Kirche in Großgöhren

## Sehenswürdigkeiten
- Romanische Saalkirche mit spätgotischem Chor[6] Sie ist von einem Friedhof umgeben und gehört zum Kirchspiel Rippachtal.